# 臺東脈葉蘭
臺東脈葉蘭（学名：Nervilia taitoensis）为兰科脈葉蘭屬下的一个种。

## 扩展阅读
- 維基物種上的相關：臺東脈葉蘭